# Böri
Böri (albo Böritigin) (tur. böri - wilk i tigin - książę) – władca Ghazny w latach 974/975 do 977.
Po śmierci w bitwie Bilgetigina w 974 lub 975 roku wojsko w Ghaznie na swojego przywódcę wybrało Böriego. Szybko jednak okazał on się niekompetentnym alkoholikiem i ludność Ghazny poprosiła o powrót jej dawnego, wygnanego przez Alptigina władcę, Abu Ali lub Abu Bakra Lawika lub Anuka. Został on pokonany w dolinie rzeki Logar na drodze do Kabulu przez Sebüktigina, innego z ghulamów Alptigina. Po tym wydarzeniu w 977 roku Böri został obalony przez Sebüktigina, właściwego założyciela dynastii Ghaznawidów.